# Reba Stewart
Reba Stewart (2001) es una deportista australiana que compite en taekwondo. Ganó tres medallas de oro en el Campeonato de Oceanía de Taekwondo entre los años 2018 y 2022.

## Palmarés internacional
| Campeonato de Oceanía | Campeonato de Oceanía | Campeonato de Oceanía | Campeonato de Oceanía |
| Año                   | Lugar                 | Medalla               | Categoría             |
| --------------------- | --------------------- | --------------------- | --------------------- |
| 2018                  | Mahina (Francia)      | Medalla de oro        | +67 kg                |
| 2019                  | Apia (Samoa)          | Medalla de oro        | +73 kg                |
| 2022                  | Papeete (Francia)     | Medalla de oro        | +67 kg                |